# Automeris hebe
Espèce
Automeris hebe est une espèce de papillon de la famille des Saturniidae.